# LaTasha Colander
LaTasha Colander (Porthsmouth, 23 de agosto de 1976) é uma velocista e campeã olímpica norte-americana.
Colander integrou o revezamento 4x400 m americano em Sydney 2000, junto com Marion Jones, Jearl Miles Clark e Monique Hennagan, que conquistou a medalha de ouro naqueles Jogos. Em 2007, por determinação do COI, Colander perdeu a medalha de ouro conquistada devido à confissão do uso de doping, à época, por Marion Jones. Com ela também perderam suas medalhas Hennagan e Clark. 
Em 2010, porém, após um apelo à Corte Arbitral do Esporte, órgão independente criado pelo próprio COI, as medalhas de Clark, Hennagan e Colander foram devolvidas, baseado no fato de que, à época dos Jogos de Sydney, as regras do Comitê Olímpico Internacional não estipulavam que a equipe inteira perdesse as medalhas pelo doping de apenas uma integrante.
Depois destes Jogos, ela passou a se dedicar às provas mais rápidas dos 100 m e 200 m rasos. Correndo estas distâncias, ela ficou apenas em 8º lugar nos 100 m em Atenas 2004 e em 5º nos 200 m no Campeonato Mundial de Atletismo de 2005, em Helsinque, Finlândia.